# Amomum yingjiangense
Amomum yingjiangense är en enhjärtbladig växtart som beskrevs av Shao Quan Tong och Y.M.Xia. Amomum yingjiangense ingår i släktet Amomum och familjen Zingiberaceae. Inga underarter finns listade i Catalogue of Life.